# بلوط سفید
بلوط سفید (نام علمی: Quercus alba) نام یک گونه از سرده بلوط است.
این گونه در ایران منحصر به رویشگاه ارسباران بوده و بومی و معرف آن محسوب می‌شود.